# Vivianne Miedema
Anna Margaretha Marina Astrid "Vivianne" Miedema (født 15. juli 1996) er en hollandsk professionel fodboldspiller, angriber, der spiller for den engelske Super League fodboldklub Arsenal W.F.C. og Hollands kvindefodboldlandshold.

## Statistik
Oversigten er opdateret til og med 18. januar 2017
| Sæson   | Klub              | Land     | Turnering   | Kampe | Mål |
| ------- | ----------------- | -------- | ----------- | ----- | --- |
| 2011/12 | SC Heerenveen     | Holland  | Eredivisie  | 17    | 10  |
| 2012/13 | SC Heerenveen     | Holland  | BeNe League | 26    | 27  |
| 2013/14 | SC Heerenveen     | Holland  | BeNe League | 26    | 41  |
| 2014/15 | FC Bayern München | Tyskland | Bundesliga  | 17    | 7   |
| 2015/16 | FC Bayern München | Tyskland | Bundesliga  | 22    | 14  |
| 2016/17 | FC Bayern München | Tyskland | Bundesliga  | 22    | 14  |
| 2017/18 | Arsenal LFC       | England  | FA WSL      | 11    | 4   |
| 2018/19 | Arsenal LFC       | England  | FA WSL      | 20    | 22  |
| 2019/20 | Arsenal LFC       | England  | FA WSL      | 14    | 16  |
| 2020/21 | Arsenal LFC       | England  | FA WSL      | 5     | 10  |
| Total   | Total             | Total    | Total       | 180   | 165 |

## Hæder

### Klub
Bayern München
- Bundesliga: 2014–15, 2015–16

Arsenal
- FA WSL: Vinder 2018–19
- FA WSL Cup: Vinder 2017–18

### International
- UEFA Women's Under-19 Championship: 2014
- EM i fodbold for kvinder 2017: Vinder
- VM i fodbold for kvinder: Sølvmedalje 2019

### Individuel
- BeNe League Topscorer: 2013–14
- UEFA Women's Under-19 Championship Topscorer: 2014
- UEFA Women's Under-19 Championship Golden Player: 2014
- UEFA Women's Champions League topscorer: 2016-17 og 2019-20
- EM i fodbold for kvinder 2017: Sølvstøvlen
- London Football Awards Women's Player of the Year: 2019[4]
- PFA Women's Players' Player of the Year: 2018–19[5][6]
- London Football Awards Women's Player of the Year: 2019-20[7]
- FWA Women's Footballer of Year: 2019-20[8][9]
- Women's Super League Topscorer: 2018–19, 2019–20